# メガ (チリのテレビチャンネル)
メガ(MEGA)は、サンティアゴに本部を置くチリの無料テレビ放送網です。 現在、HDTV用のデジタル周波数チャネル27（ISDB-TB）で放送されています。 2012年に、Megaの所有権はクラロ・グループ(Claro Group)からベシア・グループ(Bethia Group)に譲渡されました。 2016年6月、ディスカバリー・ネットワークス(Discovery Networks)は、メガチャネルの27.5％を4,000万ドル近くで買収しました。

## 歴史
このネットワークは、1990年10月23日に放送を開始しました。2001年に名前を変更する前は、当初レド・テレビシバ・メガビジョン(Red Televisiva Megavisión)という名前でした。チリで最初の民間放送局です。

## スローガン
- 1990-1991: el otro canal (the other channel)
- 1991-1992: Megavisíon, estamos con usted (Megavision, we are with you)
- 1992-2001: Megavisión, mucho que ver (Megavision, much to see.)
- 2001-2010: Mega, ¡Se Vive! (Mega, It lives!.)
- 2010-2013: Mega, ¡me gusta! (Mega, I like it!)
- 2013-2015: Mega, cambia contigo (Mega, changes with you.)
- 2015-2018: Mi Mega (My Mega)
- 2018-現在: Tú nos inspiras (You inspire us)

## ロゴス

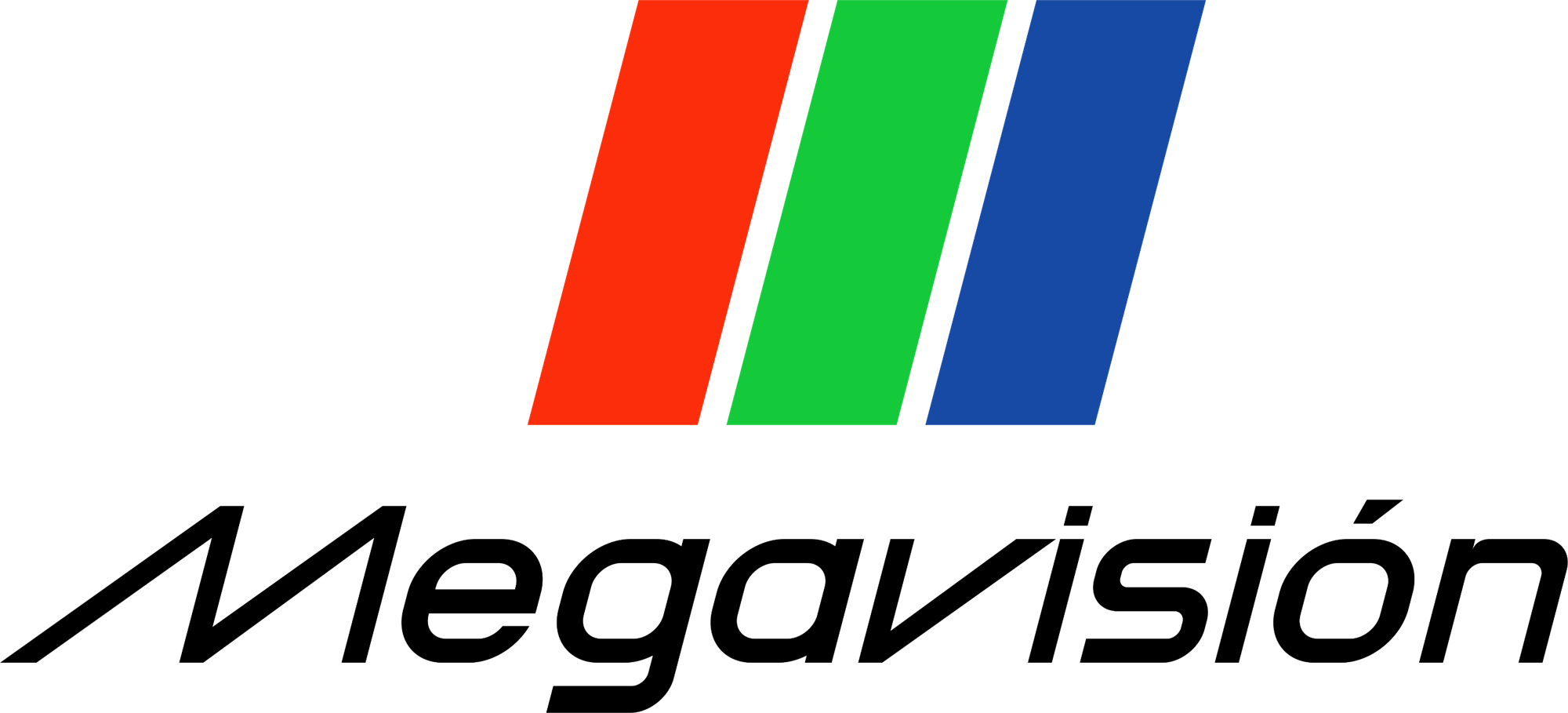
1999-2001
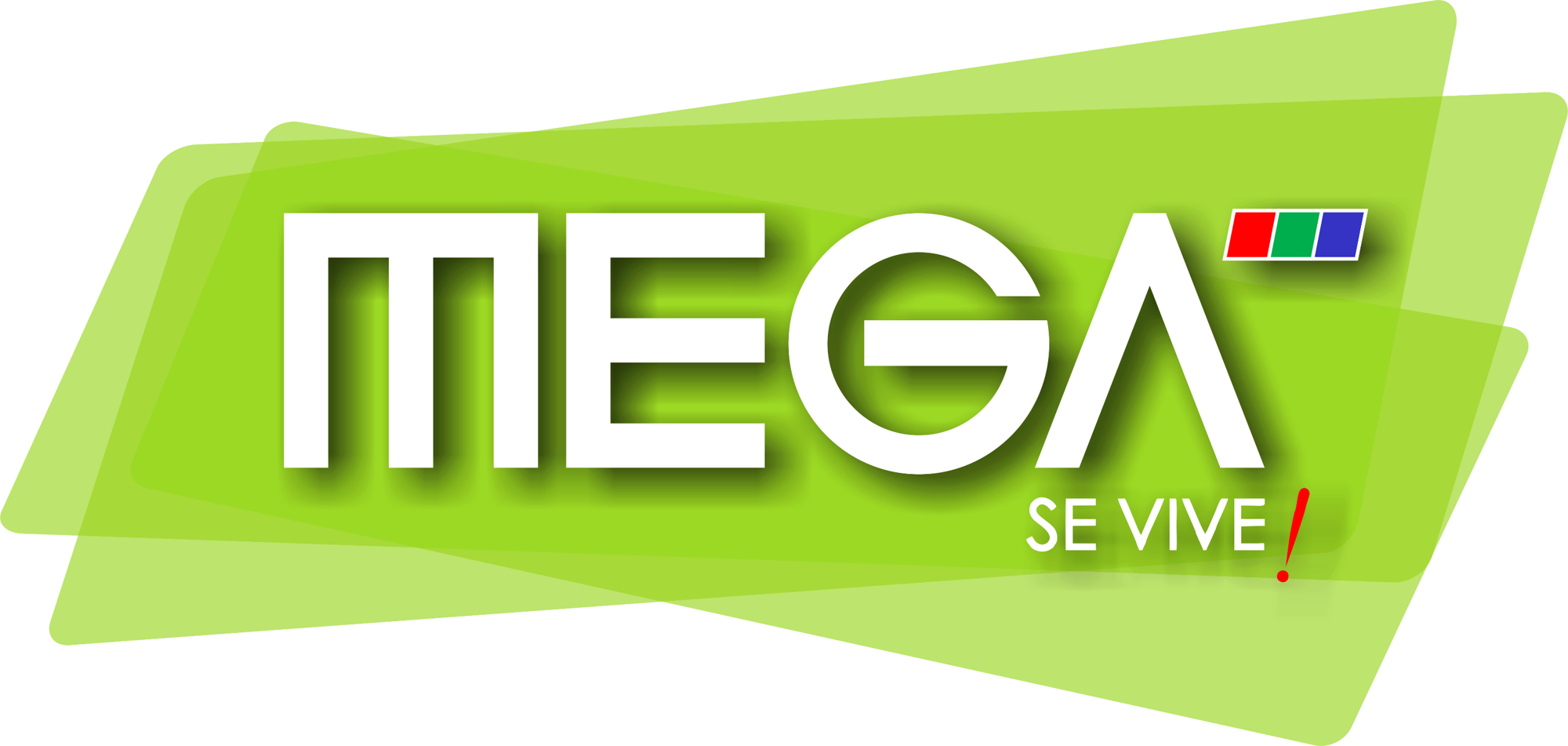
2006-2010
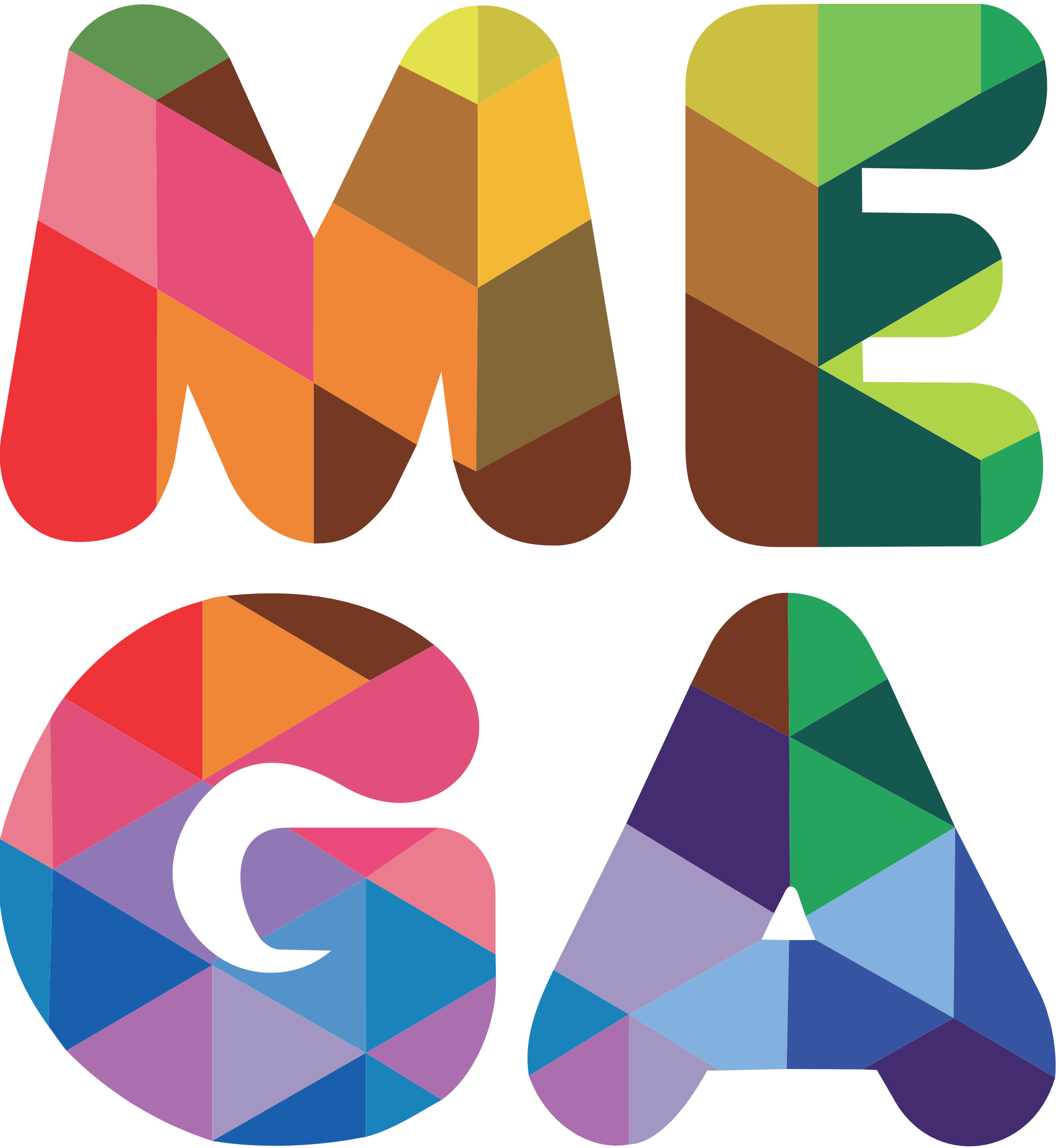
2010-2013
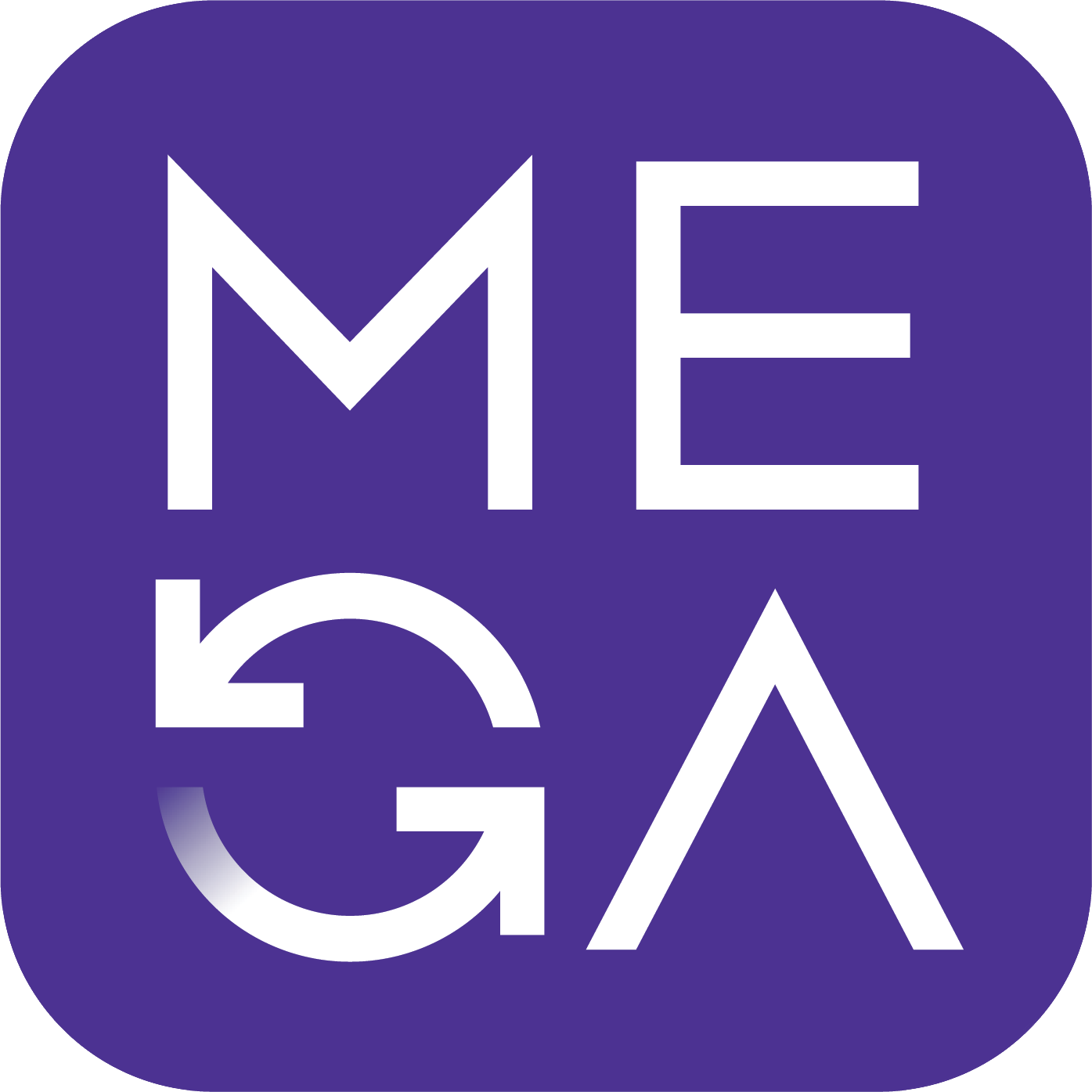
2013-2015
2015-2020
2020–現在